# Dragoste și ură
Dragoste și ură (Așk ve Mavi) este un serial turcesc difuzat în România de către Kanal D România, iar în Turcia între noiembrie 2016 - noiembrie 2018 pe canalul TV ATV.
Serialul prezintă povestea lui Ali (rol jucat de Emrah Erdogan), în vârstă de treizeci de ani, fiul unei familii bogate. Deși se află în închisoare, unde își ispășește pedeapsa pentru uciderea lui Ahmet, Ali se îndrăgostește de Mavi, o tânără foarte frumoasă care l-a ajutat să suporte captivitatea prin scrisorile schimbate între ei timp de doisprezece ani, durata sentinței bărbatului.
În ziua eliberării, Ali și Mavi se întâlnesc pentru prima dată. Cei doi tineri iau o hotărâre fulger, aceea de a se căsători. Ceea ce nu știe Ali este faptul că Mavi nu l-a ales întâmplător. Tânăra este sora lui Ahmet, bărbatul ucis în urmă cu 12 ani.
Cemal (Cuneyt Mete) este acuzat pentru uciderea lui Ahmet. Cemal mințise că fratele său Ali, l-ar fi omorât pe Ahmet. Totodată el este și împușcat de către Hasibe (Aysegul Unsal) aflând după un deceniu și jumătate că el este vinovatul, el rămânând în viață dar cu răni grave.

## Actori și personaje
| Burcu Kıratlı      | Mavi (personaj principal) | 1-78  |  |  |  |  |  |
| Emrah Erdoğan      | Ali (personaj principal)  | 1-78  |  |  |  |  |  |
| Cüneyt Mete        | Cemal                     | 1-78  |  |  |  |  |  |
| Ayșegül Ünsal      | Hasibe                    | 1-78  |  |  |  |  |  |
| Birgül Ulusoy      | Birgül                    | 1-78  |  |  |  |  |  |
| Alayça Öztürk      | Safiye                    | 1-78  |  |  |  |  |  |
| Nur Yazar          |                           | 1-78  |  |  |  |  |  |
| Seda Akman         | Yüksel Karahan            | 70-78 |  |  |  |  |  |
| Osman Karakoç      | İlyas                     | 1-78  |  |  |  |  |  |
| Uğur Uzunel        | İsmet                     | 1-78  |  |  |  |  |  |
| Gülderen Güler     | Sevda                     | 1-78  |  |  |  |  |  |
| Selin Dumlugöl     | Pembe                     | 1-78  |  |  |  |  |  |
| Aydın Orak         |                           | 33-78 |  |  |  |  |  |
| Uğur İzgi          |                           | 1-78  |  |  |  |  |  |
| Muhittin Oymakçıer |                           | 1-78  |  |  |  |  |  |
| Kenan Bal          | Fazıl Göreçki             | 1-78  |  |  |  |  |  |
| Ali Düșenkalkar    | Mümtaz                    | 70-78 |  |  |  |  |  |
| Ayça Koptur        | Feride                    | 70-78 |  |  |  |  |  |
| İpek Tuzcuoğlu     | Elmas                     | 70-78 |  |  |  |  |  |
| Ferit Kaya         | Faysal                    | 70-78 |  |  |  |  |  |
| Yağmur Aydan       | Sinem                     | 70-78 |  |  |  |  |  |